# Dufourea wolfi
Dufourea wolfi är en biart som beskrevs av Ebmer 1989. Dufourea wolfi ingår i släktet solbin, och familjen vägbin. Inga underarter finns listade i Catalogue of Life.